# Pseudotyrannochthonius queenslandicus
Espèce
Pseudotyrannochthonius queenslandicus est une espèce de pseudoscorpions de la famille des Pseudotyrannochthoniidae.

## Distribution
Cette espèce est endémique du Queensland en Australie. Elle se rencontre sur le mont Tamborine.

## Description
Le mâle holotype mesure 2 mm.

## Étymologie
Son nom d'espèce lui a été donné en référence au lieu de sa découverte, le Queensland.

## Publication originale
- Beier, 1969 : Neue Pseudoskorpione aus Australien. Annalen des Naturhistorischen Museums in Wien, vol. 73, p. 171-187 (texte intégral).